# Sedlec (Észak-plzeňi járás)
Sedlec település Csehországban, a Észak-plzeňi járásban. Sedlec Potvorov, Bílov és Kralovice településekkel határos. Lakosainak száma 113 fő (2024. január 1.).

## Népesség
A település lakosságának változását az alábbi diagram mutatja:
| Lakosok száma | 198  | 192  | 174  | 105  | 86   | 75   | 91   | 94   | 110  | 113  |
|               | 1869 | 1890 | 1921 | 1950 | 1980 | 2001 | 2017 | 2019 | 2022 | 2024 |